# Sarkofág Černobylské jaderné elektrárny

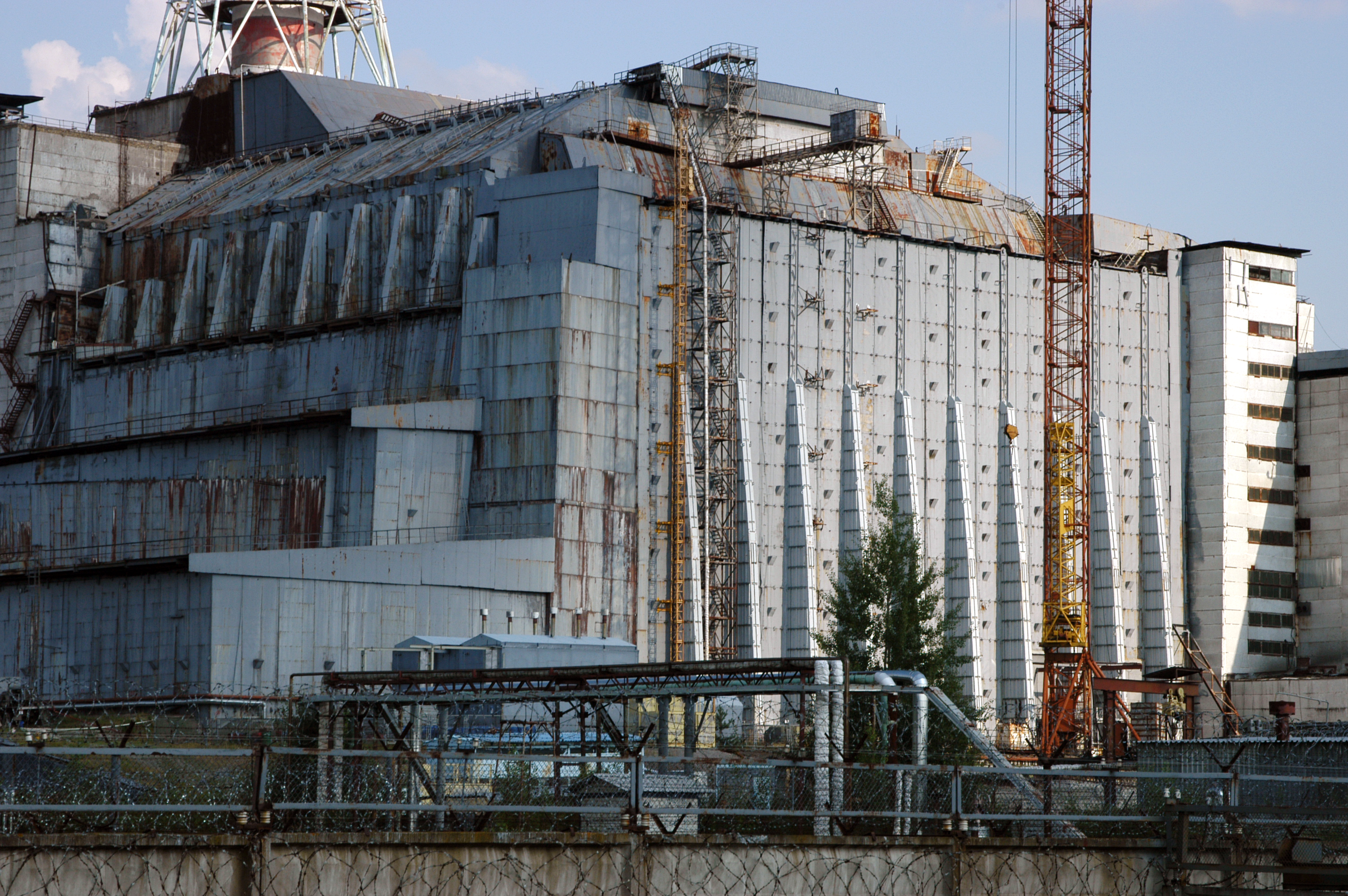
Sarkofág čtvrtého bloku v srpnu 2005

Sarkofág jaderné elektrárny Černobyl je masivní ocelobetonová konstrukce, kterou je překryt jaderný reaktor č. 4 zničený při černobylské havárii a taky střecha reaktoru č. 3 společně se zničenou střechou turbínové haly reaktoru č. 4. Nachází se ve velké omezené oblasti známé jako černobylská zakázaná zóna. Byl navržen tak, aby omezil radioaktivní kontaminaci životního prostředí po roce 1986 ohraničením nejnebezpečnější oblasti reaktoru a chránil ji tak před klimatickými vlivy.Střecha reaktoru č. 3 byla překryta z důvodu zvýšené radioaktivity a částečnému poškození, když na ni dopadl hořící vysoce radioaktivní grafit z jádra reaktoru č. 4.
V listopadu 2016 byl nad dosluhující sarkofág nasunut nový obří kryt (New Safe Confinement), který původní konstrukci chrání před degradací povětrnostními vlivy. Nový kryt s plánovanou životností sto let má po dokončení zamezit případnému úniku radiace z narušeného sarkofágu a umožnit jeho postupné rozebrání s cílem bezpečného uložení radioaktivního materiálu.

## Radioaktivní obsah

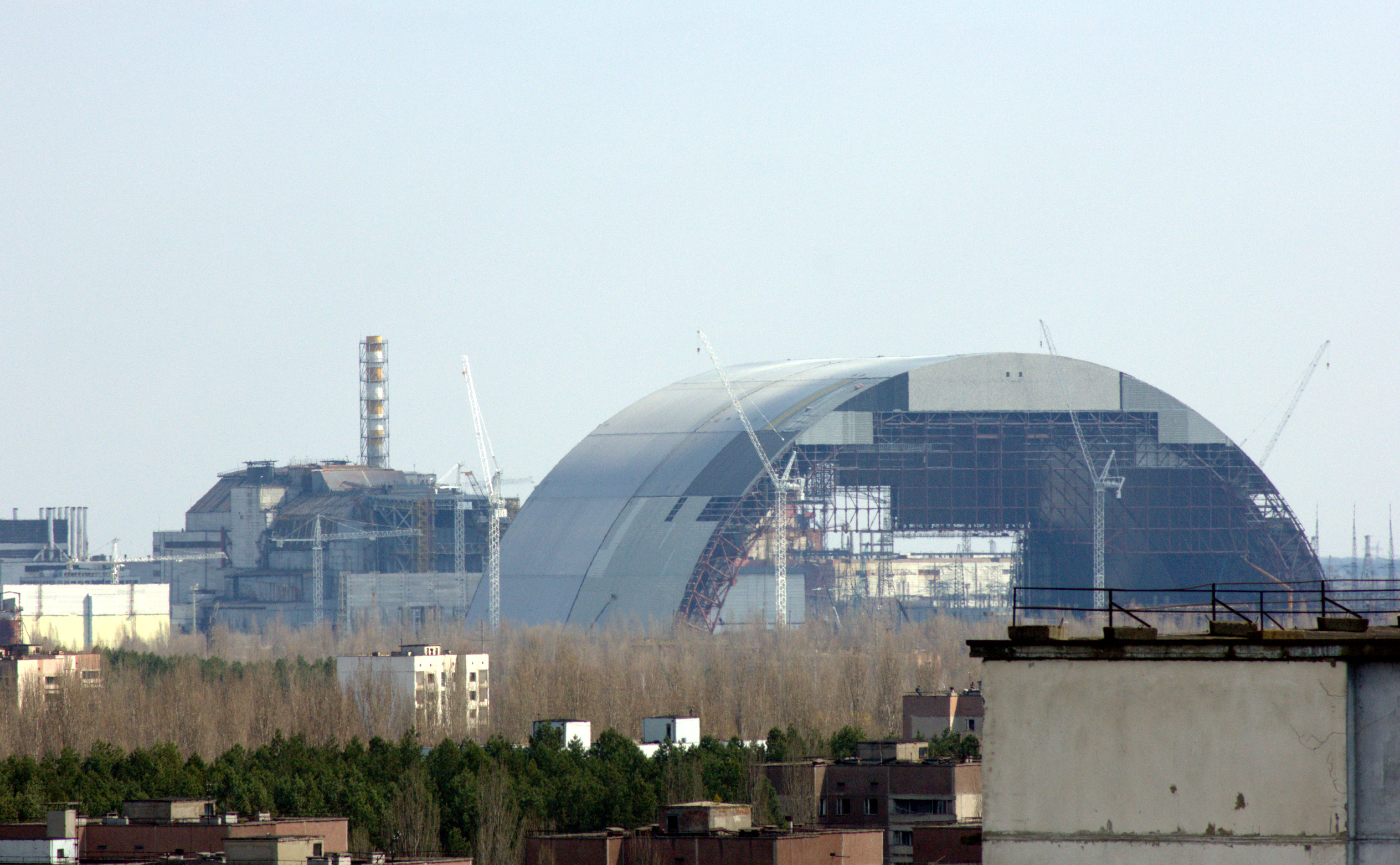
Sarkofág s komínem v pozadí, vpředu probíhající montáž nového krytu

V sarkofágu je uzavřeno 200 tun radioaktivního koria, 30 tun vysoce kontaminovaného prachu a 16 tun uranu a plutonia. Ještě v roce 1996 bylo považováno za nemožné, aby probíhaly opravy uvnitř sarkofágu vzhledem k odhadu radiace na 10 000 rentgenů za hodinu (běžné radiační pozadí v městech je kolem 20–50 mikrorentgenů za hodinu, a smrtelná dávka je 500 rentgenů po dobu více než 5 hodin).

## Konstrukce
Původní ruský název je „Objekt ukrytie“ (Объект „Укрытие“), což v překladu znamená „útočiště“ nebo „ukrytí“. Navrhování sarkofágu začalo 20. května 1986. Následná výstavba trvala 206 dní, od června do konce listopadu téhož roku. Prvním úkolem ještě před zahájením stavby, bylo vybudování chladicí desky pod reaktorem, aby se zabránilo protavení jaderného reaktoru z hořícího otvoru v základně. Horníci byli povoláni, aby vykopali tunel pod reaktor a 24. června 1986 čtyři sta horníků opravdu začalo kopat 168 m dlouhý tunel. Když se budova stala příliš radioaktivní, začalo být nemožné přímo našroubovat matice a šrouby nebo použít jakékoli přímé navaření do sarkofágu, takže tato práce byla provedena pomocí robotů. Sváry sarkofágu však nebyly řádně utěsněny. Celý proces výstavby se skládal z osmi etap: vyčištění a betonáž území kolem reaktoru číslo 4, montáž původní železobetonové ochranné zdi kolem obvodu, výstavba separační zdi mezi bloky 3 a 4, výstavba kaskádové stěnové konstrukce, překrytí turbínové haly, montáž výškové opěrné zdi, montáž podpěr a zpevnění, montáž krytiny reaktoru a konečně instalace ventilačního systému.
Během stavby sarkofágu bylo použito více než 400 000 m3 betonu a 7 300 tun kovu . Sarkofág uzavřel více než 740 000 m3 silně kontaminovaných trosek, spolu s kontaminovanou půdou. Má více než 60 otvorů umožňujících pozorování vnitřku jádra. Filtrační systémy byly zavedeny tak, že žádný radioaktivní materiál nebude unikat těmito otvory.

### Stabilizační ocelová konstrukce
Stabilizační ocelová konstrukce (DSSS / Designed Stabilisation Steel Structure) je žlutý ocelový objekt, který byl umístěn vedle havarovaného reaktoru; je 63 m vysoký a má řadu konzol, které sahají přes západní opěrné zdi, a je určen ke stabilizaci sarkofágu. Toto opatření bylo učiněno, protože kdyby se zdi reaktorové budovy nebo střechy přístřešku zhroutily, pak by bylo velké množství radioaktivního prachu a částic vypuštěno přímo do atmosféry, což má za následek velké uvolňování radioaktivity do životního prostředí.